# Spedizione di Cadice
La spedizione di Cadice del 1625 fu una spedizione navale contro la Spagna condotta dalle forze inglesi ed olandesi coalizzate.

## Contesto storico
Il principe Carlo d'Inghilterra, insieme al duca di Buckingham, si era recato in Spagna per sanare i contrasti, soprattutto economici, presenti tra i due paesi. Poiché la sua proposta di sposare l'Infanta era stata rifiutata, era sua intenzione dichiarare guerra alla Spagna, ma il parlamento era deciso a lasciar perdere la faccenda. Carlo, d'altro canto, temeva che se egli avesse dichiarato guerra alla Spagna senza l'assenso del parlamento, quest'ultimo gli avrebbe tagliato i fondi per il finanziamento della campagna spagnola. Il re Giacomo morì poco dopo lasciando la politica nelle mani del figlio Carlo I.

## Piano d'azione
Carlo I, divenuto sovrano, prese la decisione di dichiarare guerra alla Spagna ed il duca di Buckingham diede inizio ai preparativi per la campagna. La spedizione aveva diverse finalità, tra le quali prendere possesso del tesoro trasportato dalle navi spagnole provenienti dalle Americhe e quindi assaltare le città spagnole per danneggiarne l'economia ed indebolire i rifornimenti della Spagna verso il Palatinato.

## La spedizione

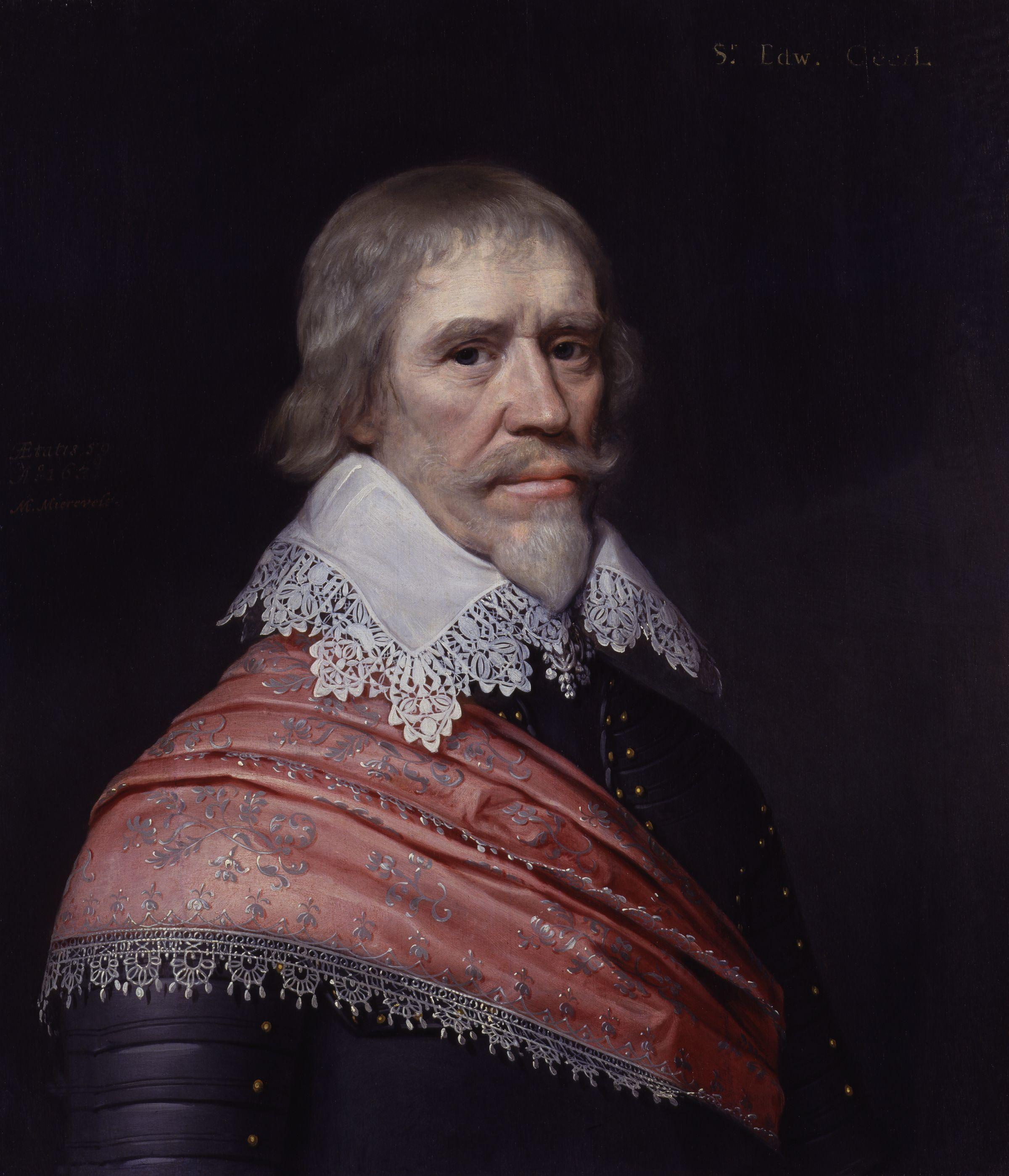
Sir Edward Cecil.

Dall'ottobre del 1625, circa 100 navi e un totale di 15 000 tra marinai e soldati erano pronti per salpare alla volta della Spagna. L'alleanza con gli olandesi si dimostrò un ulteriore passo favorevole agli inglesi e gli alleati inviarono 15 navi per la causa al comando di Guglielmo di Nassau per salvaguardare il Canale della Manica in assenza della grande flotta inglese. Sir Edward Cecil, veterano, venne nominato comandante della spedizione. Questa scelta del comandante venne mal giudicata dal momento che Sir Cecil era un bravo soldato, ma aveva poca dimestichezza col mare.
La spedizione ebbe inizio il 6 ottobre 1625, ma il viaggio fu costellato di difficoltà come una tremenda tempesta che colse la flotta in pieno causando non pochi danni alle imbarcazioni. La flotta, giunta in Spagna, decise di dirigersi subito verso la costa, evitando di assaltare i galeoni spagnoli provenienti dalle Americhe per non perdere altre navi.

### Cadice
Cecil scelse come obiettivo principale la città di Cadice e, dopo l'approdo nella baia locale e lo sbarco delle sue forze, egli fu in grado di prendere possesso del forte della città, gittante proprio sul porto. La città era pesantemente fortificata e il comandante cominciò a commettere molti errori. Molte truppe inglesi erano in semplice attesa degli ordini, che però arrivavano sempre troppo tardi. Pertanto i vascelli spagnoli, che potevano essere catturati nel porto, riuscirono a fuggire ponendosi in salvo a Puerto Real.

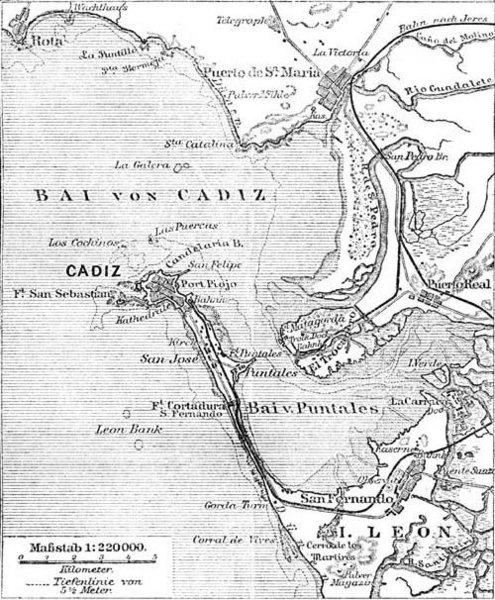
Mappa di Cadice (1888).

La presa del Forte Puntel fu un ripiego non favorevole agli inglesi in quanto esso si trovava in una posizione irrilevante sul porto di Cadice e come tale fu solo uno spreco di forze che non portò alla risoluzione nella presa di Cadice.
Al momento dello sbarco, le truppe si trovavano sprovviste sia di cibo che di acqua; il comandante inglese prese perciò la decisione di permettere agli uomini di bere in servizio del vino requisito dalle case locali. L'ubriachezza più totale calò sulle truppe inglesi, lasciando sobri solo pochi uomini. Resosi conto del danno fatto, Cecil ordinò agli uomini di tornare sulle navi e di battere in ritirata. Quando giunse l'armata spagnola, trovò più di 1 000 soldati inglesi ubriachi e passò tutti alla spada senza che alcun colpo di fucile o pistola venisse sparato.

### I galeoni spagnoli
Dopo l'imbarazzante fiasco di Cadice, Cecil decise di provare a intercettare la flotta di galeoni spagnoli che portavano oro e preziosi dal Nuovo Mondo. Anche quest'operazione, ad ogni modo, fallì completamente dal momento che le navi erano state avvisate sufficientemente in anticipo da consentire ai loro comandanti di prendere un'altra rotta per rientrare in patria.

### L'inglorioso ritorno
Affranto e amareggiato, Cecil decise di fare ritorno in patria con le poche navi rimastegli (per giunta in cattivo stato), prelevando quel tanto di risorse necessarie per tornare in Inghilterra. La spedizione ebbe per gli inglesi un costo complessivo di 250 000 sterline.

## Conseguenze

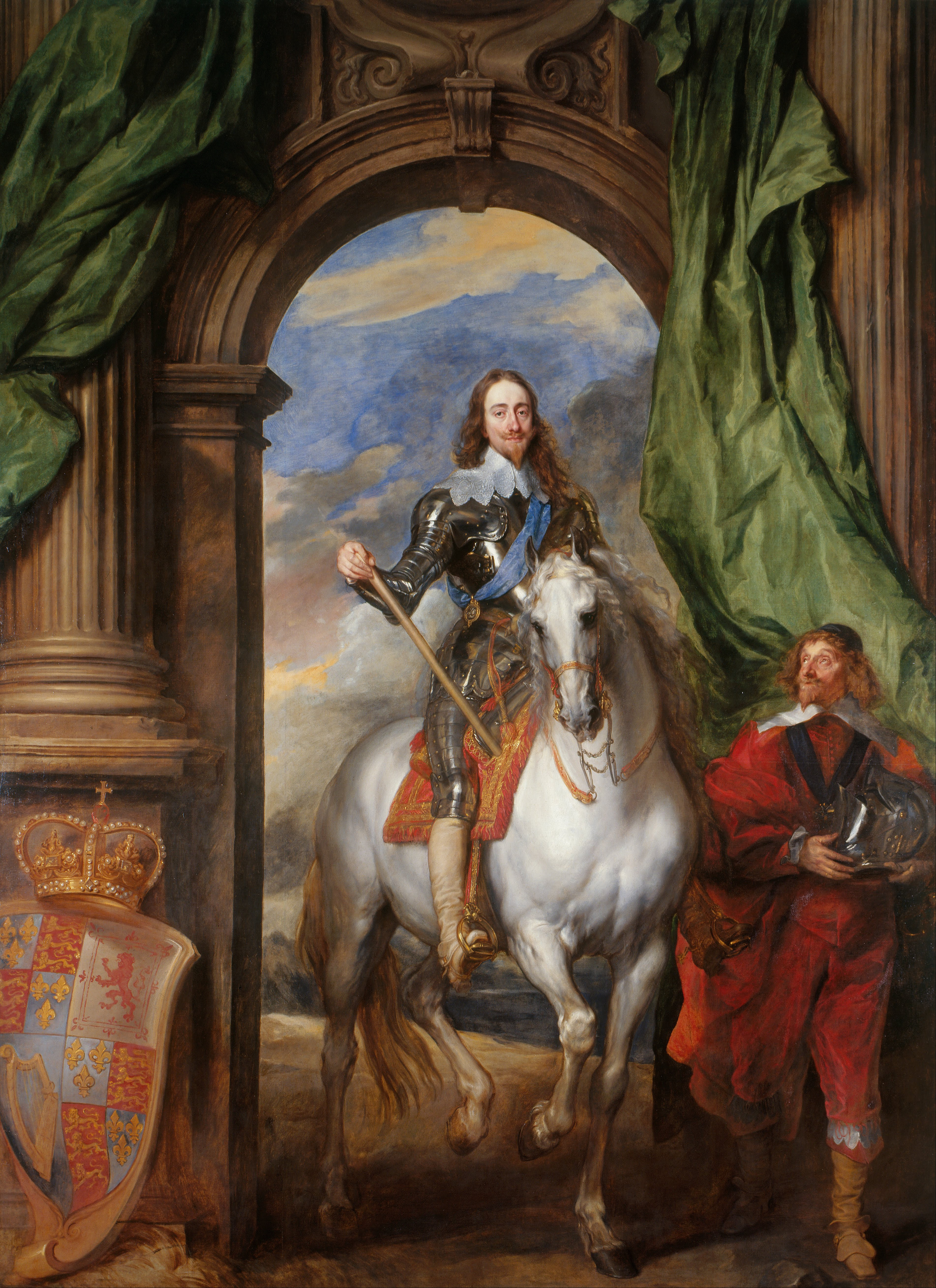
Re Carlo I d'Inghilterra.

Re Carlo I d'Inghilterra, per salvare la sua dignità e proteggere il duca di Buckingham, suo favorito, non pubblicizzò molto il fallimento dell'operazione, ma riprese vigore lanciando lo stesso Buckingham nell'impresa dell'Assedio di La Rochelle, in Francia. Il parlamento era meno disposto a tollerare questi errori di valutazione e nel 1626 iniziò un processo contro il duca. Carlo I successivamente sciolse il parlamento, il che diede inizio alla guerra civile inglese.
Il fallimento dell'attacco non solo ebbe grandi conseguenze economiche e militari, ma provocò anche un significativo calo della reputazione inglese.

## Fonti
Roger Manning, Oxford (2006), An Apprenticeship in Arms: The Origins of the British Army 1585-1702